# Miraculous - Le storie di Ladybug e Chat Noir
Miraculous - Le storie di Ladybug e Chat Noir (Miraculous - Les aventures de Ladybug et Chat Noir), conosciuta anche come Miraculous Ladybug o semplicemente Miraculous, è una serie animata francese creata da Thomas Astruc.
Ha come protagonisti due adolescenti parigini, Marinette Dupain-Cheng e Adrien Agreste, che tentano di equilibrare la vita di tutti i giorni e l'attività di supereroi. Infatti, in segreto, si trasformano in Ladybug e Chat Noir per proteggere la città dai supercattivi di Papillon (Falena Oscura nella quarta stagione e Monarch nella quinta stagione) e dalla sesta stagione da Chrysalis, poiché il loro scopo è impossessarsi dei gioielli magici chiamati Miraculous, che donano poteri eccezionali.

## Trama
Molti secoli fa, un mago creò dei gioielli magici chiamati Miraculous, che quando i Kwami (spiriti magici che personificano i concetti dell'universo), si trovano all'interno dei gioielli, permettono ai loro possessori di trasformarsi in supereroi. Ciascun Miraculous conferiva un superpotere differente, e per secoli i più grandi eroi della storia si sono serviti di questi gioielli per combattere il male per il bene superiore. Dei tanti gioielli, due erano i più potenti: gli orecchini della Coccinella (che donano il potere della Creazione) e l'anello del Gatto Nero (che dona il potere della Distruzione). La leggenda narra che chi fosse riuscito a possedere questi due gioielli avrebbe ottenuto il Potere Assoluto e la possibilità di esprimere un desiderio che avrebbe riscritto la stessa realtà.
Per diversi secoli i Miraculous furono custoditi dall'Ordine dei Guardiani, monaci guerrieri che avevano il compito di selezionare i portatori dei Miraculous e di custodire i gioielli all'interno delle Miracle Box, scatole magiche progettate per contenere i Miraculous dei rispettivi Kwami. Un giorno, l'Ordine dei Guardiani cessò tragicamente di esistere insieme al tempio dove erano custoditi i gioielli magici. Un giovane guardiano superstite, Wang Fu, riuscì però a salvare la Miracle Box cinese, la più antica e importante di tutte, insieme ad un prezioso grimorio contenente informazioni sui Miraculous. Nella fuga, tuttavia, Furono andati persi il grimorio e i Miraculous del Pavone e della Farfalla.
Parigi, oltre un secolo dopo questi avvenimenti, i Miraculous della Farfalla e del Pavone sono stati trovati in Tibet da un misterioso individuo, il quale, una volta conosciuto i poteri dei Miraculous, sfrutta quello della Farfalla per diventare il supercriminale Papillon. Sfruttando il potere della Trasmissione, quest'ultimo manipola le emozioni negative delle persone allo scopo di trasformarle in supercattivi da mandare alla ricerca dei Miraculous della Coccinella e del Gatto Nero, che intende conquistare per ottenere il Potere Assoluto ed esaudire un suo desiderio.
Per combattere Papillon, l'oramai anziano maestro Wang Fu affida i due Miraculous più potenti a due studenti parigini. Si tratta di Marinette, impacciata ragazza appassionata di moda, che con il Miraculous della Coccinella si trasforma in Ladybug, e Adrien Agreste, ragazzo modello e di buon cuore, figlio del celebre stilista internazionale Gabriel Agreste, che usando il Miraculous del Gatto Nero diventa Chat Noir.
 
I due, che combattono contro gli "akumizzati" di Papillon, sono però all'oscuro dell'identità l'uno dell'altro; la situazione è complicata dal fatto che Marinette è segretamente innamorata di Adrien, che a sua volta ama in segreto Ladybug. Le lotte dei due ragazzi si incrociano sempre di più con la loro vita quotidiana, in cui molte persone, tra le quali i loro amici, vanno sotto il controllo di Papillon volta per volta, fino a chiarire progressivamente il retroscena di Fu, di Papillon e di altri personaggi coinvolti.

## Episodi
| Stagione         | Episodi | Prima TV mondiale | Distribuzione in Italia |
| ---------------- | ------- | ----------------- | ----------------------- |
| Prima stagione   | 26      | 2015-2016         | 2016                    |
| Seconda stagione | 26      | 2016-2018         | 2016-2019               |
| Terza stagione   | 26      | 2018-2019         | 2019-2020               |
| Quarta stagione  | 26      | 2021-2022         | 2021-2022               |
| Quinta stagione  | 27      | 2022-2023         | 2022-2024               |
| Sesta stagione   | 26      | 2025-in corso     | TBA                     |

## Speciali
| Nº | Titolo originale                                                     | Titolo italiano                                                 | Prima TV mondiale                                   | Prima TV Francia                   | Pubblicazione Italia |
| -- | -------------------------------------------------------------------- | --------------------------------------------------------------- | --------------------------------------------------- | ---------------------------------- | -------------------- |
| 1  | Miraculous World: New York - les Héros Unis                          | Miraculous World: New York - Eroi Uniti                         | 25 settembre 2020 (Stati Uniti su Disney Channel)   | 26 settembre 2020                  | 18 dicembre 2020     |
| 2  | Miraculous World: Shanghai - la Légende de Ladydragon                | Miraculous World: Shanghai - La leggenda di Ladydragon          | 4 aprile 2021 (su TF1)                              | 4 aprile 2021 (su TF1)             | 10 settembre 2021    |
| 3  | Miraculous World: Paris - les Aventures de Toxinelle et Griffe Noire | Miraculous World: Parigi - Le avventure di Shadybug e Claw Noir | 15 ottobre 2023 (su CANAL+)                         | 15 ottobre 2023 (su CANAL+)        | 14 febbraio 2024     |
| 4  | Miraculous World: Londres - la Course contre le Temps                | Miraculous World: Londra - Ai confini del tempo                 | 5 ottobre 2024 (su Disney Channel)                  | 5 ottobre 2024 (su Disney Channel) | 12 febbraio 2025     |
| 5  | Miraculous World: Tokyo - Stellar Force                              |                                                                 | fine 2025 (Stati Uniti su Disney Channel e Disney+) | TBA                                | TBA                  |

### Miraculous World: Shanghai - La leggenda di Ladydragon
- Titolo originale: Miraculous World: Shanghai - la Légende de Ladydragon
- Scritto da:

Thomas Astruc, Jérémy Zag, Sébastian Thibaudeall, Nathanël Bronn, Mélanie Duval e Fred Lenoir
- Prodotto da:

Jérémy Zag e Aton Soumache
- Produttori Associativi:

Maurice Marciano, Jacqueline Tordjman, Alexandere Lippens e Franck Ruimy
- Produttori di linea:

Sébastian Thibaudeall, Camille Oesch, Fabienne Oheix e Pascal Boutboul
- Storyboard:

Manon Serda, Alix Bonnefous, Céline Pottier, Mérédith Calzoni e Nicolas Hess
- Storia:

Thomas Astruc e Jérémy Zag
- Temi musicali:

Jérémy Zag e Noam Kaniel
- Orchestrazione:

Jérémy Zag, Sylvain Goldberg, Matteo Locasciulli e Stefano Pallotti
- Direttore Artistico:

Nathanël Bronn

### Trama
Una ragazza cinese di nome Fei, racconta che è stata adotta e addestrata da Wu Shifu, un maestro del karate che addestrava i discepoli per proteggere la Grotta Sacra del suo tempio, ma un giorno gli uomini di Cash, un mafioso cinese, hanno distrutto la scuola del tempio, ucciso il padre e rubato il bracciale che proteggeva. Intanto a Parigi, Marinette, dopo aver scoperto che Adrien è partito per Shanghai, per via di una sfilata di moda anticipata, con il permesso dei genitori parte da sola per la città, con la scusa di portare un regalo ai compleanno di suo pro-zio materno Wang per i suoi 60 anni. Ma il vero scopo per Gabriel di andare a Shanghai è quello di concludere il piano che aveva iniziato 15 anni prima, quello di impossessarsi del Prodigious, un gioiello magico simile ai Miraculous che permette di trasformarsi in 8 animali che rappresentano le virtù del mondo, ma il Prodigious è più potente e pericoloso. Appena arrivata al ristorante di quest'ultimo, Le Mille Delizie e conosciuto Bastille il pappagallo di Wang, Marinette chiede il permesso al pro-zio di fare un giro della città. Tuttavia, per raggiungere Adrien, Marinette viene privata di tutti i suoi averi, inclusi il Kwagatama, Tikki e il suo Miraculous, che vengono rubati da Fei. Vagando per la città per tutto il giorno incapace di capire nessuno, Marinette incontra presto Fei, che inizialmente si finge un'estranea indifferente, finché non rivela di averli rubati per venderli a Cash, un avido proprietario di un banco dei pegni, che vuole informazioni su colui che ha ucciso il suo padre adottivo e rubato il braccialetto della Grotta Sacra, e chi ha distrutto la sua scuola di kung fu, cosa che non rivelerà finché lei non pagherà un prezzo altissimo, ignara che in realtà era Cash stesso per conto di Gabriel. Tuttavia Fei riesce a sostituire gli orecchini di Marinette con quelli falsi per restituirgli a lei. Nel frattempo Adrien è andato al ristorante di Wang, e quando scopre che Marinette è Shangai, vuole farle una sorpresa, ma vedendo che non torna Wang si preoccupa e chiama la polizia, per denunciare la scomparsa, mentre Adrien si trasforma in Chat Noir, per cercarla. Intanto le ragazze arrivano nel tempio, Cash le raggiunge rivelando a Marinette che è stata Fei a rubare i suoi averi, ed è arrabbiato con quest'ultima perché vuole essere pagato, Papillon ascolta la loro conversazione e akumatizza Cash in King Cash, il cui ventaglio a lama può tagliare qualsiasi cosa. King Cash apre la grotta dove è custodito il Prodigious e Papillon usa il braccialetto per recuperare il gioiello, che viene quasi immediatamente preso da Fei, che lo usa per diventare RenRen, quest'ultima conosce i Rellings, creature simile a dei Kwami, e le spiegano come usare i suoi poteri. Dopo essersi trasformata in vari animali, RenRen non riesce a trasformarsi nella forma del drago orientale, dato che deve avere un senso di giustizia per attivarlo, ma lei vuole vendetta contro Cash, ma riesce comunque ad aiutare Ladybug e Chat Noir a deakumizzare King Cash, ma Papillon, usando come scusa che RenRen sta confondendo la giustizia con la vendetta, riutilizza l'Akuma per akumizzare Mei Shi, lo spirito guardiano del Prodigious, in YanLuoShi, che ha dimensioni immense e può distruggere istantaneamente qualsiasi cosa con i suoi laser. Durante la battaglia contro YanLuoShi, Papillon, Chat Noir e parte degli abitanti della città vengono polverizzati, e Fei ha una crisi di fede. Marinette la aiuta a superarla e presto torna in battaglia; con l'aiuto di Ladybug, RenRen riesce a utilizzare la forma drago diventando Ladydragon e sconfiggono YanLuoShi e Ladybug ripristina la città, insieme a Papillon e Chat Noir. In seguito RenRen fa arrestare Cash e Mei Shi si trasforma in una creatura simile a un Kwami per addestrare Fei. Poi si unisce a festeggiare il compleanno di Wang insieme a Marinette, Adrien e tre ragazzi di Shanghai che le restituiscono il Kwagatama, che Fei aveva fatto cascare mentre è stata beccata da loro a rubare. Fei viene proposto di vivere con Wang, e Marinette da al pro-zio il regalo di compleanno che contiene una fisarmonica, il giorno dopo Marinette e Fei assistono alla sfilata di moda di Adrien.

### Miraculous World: New York - Eroi Uniti
- Titolo originale: Miraculous World: New York - les Héros Unis
- Scritto da:

Thomas Astruc, Jérémy Zag, Sébastian Thibaudeall, Nathanël Bronn, Mélanie Duval e Fred Lenoir
- Prodotto da:

Jérémy Zag e Aton Soumache
- Produttori Associativi:

Jacqueline Tordjman, Maurice Marciano, Alexandere Lippens e Franck Ruimy
- Produttori di linea:

Sébastian Thibaudeall, Fabienne Oheix, Camille Oesch, Raphaël Séjourné e Pascal Boutboul
- Storyboard:

Mérédith Calzoni, Mickëal Merigot, Manon Serda, Sandra Derval e Cryil Adam
- Temi musicali:

Jérémy Zag e Noam Kaniel
- Orchestrazione:

Jérémy Zag, Sylvain Goldberg, Matteo Locasciulli e Stefano Pallotti
- Direttore Artistico:

Nathanël Bronn

### Trama
Dopo aver sconfitto Mr. Piccione per la 51ª volta, la classe di Marinette deve partire per New York, ma Adrien è convinto di non andare, dato che è sicuro che il padre non darà mai il permesso, ma Marinette riesce a convincere Gabriel di farlo partire, ma in realtà ha dato il permesso solo per tenerlo d'occhio, dato che anche lui deve andare a New York, per prendere il Miraculous dell'Aquila appartenuto a Gilbert La Fayette, che poi lo ha donato a George Washington. Adrien, appena saputo che può andare a New York, è preoccupato di deludere Ladybug, perchè qualche giorno prima nelle vesti di Chat Noir, le aveva detto che doveva partire per qualche giorno, e le affida un dispositivo che la chiama in caso che ci sia una akumizzasione a Parigi, ma Plagg lo assicura che può partire, dicendo che grazie all'Allarme Mega Akuma può ritornare a Parigi nelle vesti di Astro Cat. Prima di partire la signorina Bustier, afferma che non può patire con loro rivelando che deve fare visite mediche dato che è incinta e che la signorina Mendeleiev prenderà il suo posto insieme al preside Damoclès. Poco prima dell'atterraggio, il loro volo viene attaccato dal supercriminale americano Tecno-Pirate, in grado di disattivare e rubare la tecnologia, ma viene fermato dai supereroi locali: Majestia, una donna con il potere di volare, una velocità incredibile e una superforza; Uncanny Valley, una ginoide con le sembianze di una ragazza adolescente creata da Majestia; e Knightowl e Sparrow, dotati di gadget avanzati. Dopo aver passato la serata sul tetto dell'hotel con la classe di Marinette e una classe del Queens, il giorno dopo vanno in gita alla New-York Historical Society, dove Papillon akumatizza Tecno-Pirate in Techlonizer, in grado di rubare e disattivare qualsiasi tecnologia tocchi, per distrarre Ladybug, Chat Noir, Sparrow e Uncanny Valley, per rubare segretamente il Miraculous dell'Aquila in mostra al museo. Durante il combattimento, Chat Noir, distratto dalla rabbia di Ladybug per lui dato che ha lasciato in custodita dal Sentimostro Robostus, e finisce per distrugge accidentalmente Uncanny Valley, e nonostante Ladybug la rianimasse con il Lucky Charm, i supereroi americani rimproverano le loro controparti francesi. Deluso, Adrien rinuncia al suo Miraculous e il padre decide di farlo tornare a Parigi, scoraggiando anche Marinette. Più tardi, Papillon conosce il Kwami Lirri e dà a Techlonizer il Miraculous dell'Aquila, trasformandolo in Miraclonizer, che usa il potere della Liberazione dell'Aquila per liberare gli eroi americani dai loro codici morali e dalla loro etica, facendoli distruggere la città. Uncanny Valley, in grado di capire le identità di Ladybug e Chat Noir, li recluta per combattere Miraclonizer e restituendo il Miraculous a quest'ultimo. Durante la battaglia, Ladybug si impossessa del Miraculous dell'Aquila e lo dà a Sparrow, che lo usa per trasformarsi in Eagle, per riportare gli eroi americani alla normalità e contribuire a deakumizzare Techlonizer. Più tardi, Nadja spiega ai cittadini dell'assenza di Ladybug e Chat Noir dato che erano a New York ad aiutare gli eroi americani, qualche giorno dopo Eagle e Uncanny Valley, vedono Cash, ma un guardiano nativo americano rivuole il Miraculous dell'Aquila, ma Eagle lo convince a creare una nuova generazione di eroi.

### Miraculous World: Parigi - Le avventure di Shadybug e Claw Noir
- Titolo originale: Miraculous World: Paris - les Aventures de Toxinelle et Griffe Noire
- Scritto da:

Thomas Astruc, Jérémy Zag, Sébastian Thibaudeall, Mélanie Duval e Fred Lenoir
- Prodotto da:

Jérémy Zag e Aton Soumache
- Produttori Associativi:

Jacqueline Tordjman e Maurice Marciano
- Produttori di linea:

Sébastian Thibaudeall e Hermaline Vincent Nakache
- Storyboard:

Chloé Sutter, Manon Desveaux, Alban Rodriguez, Wilfred Pain e Nicolas Hess
- Temi musicali:

Jérémy Zag e Noam Kaniel
- Orchestrazione:

Jérémy Zag, Julien Jardon, Vitaly Jardon e Sylvain Goldberg
- Direttore Artistico:

Nathanël Bronn

### Trama
Subito dopo gli eventi di Distruzione, Alya e Marinette stanno chiacchierando, quando improvvisamente Alya diventa Ubiquity, una supereroina kamikotizzata da una Kamiko, con il potere di aprire portali tra gli universi. Questo permette l'apparizione di Betterfly, una variante eroica di Monarch, così come di Shadybug e Claw Noir, varianti malvagie di Ladybug e Chat Noir provenienti da un universo parallelo. Tikki spiega a Marinette che esistono vari universi con diverse varianti e che i Kwami coesistono con le loro controparti. Quando gli eroi vengono messi alle strette dalle loro controparti malvagie, Betterfly kamikotizza Chat Noir in Celesticat, una versione angelica di se stesso che permette loro di fuggire. Betterfly spiega di essere in fuga dal Supremo, una misteriosa entità malvagia di cui Shadybug e Claw Noir fanno parte, e spiega che nel loro mondo non esistono i supereroi dato che il Supremo ha tutti i Miraculous esistenti. I continui battibecchi tra i due eroi malvagi attirano l'attenzione di Monarch, che crea una trappola elaborata per attirare Ladybug e Chat Noir. Scoprendo la situazione, Ladybug prende in prestito il Miraculous di Betterfly per trasformarsi in Ladyfly e kamikotizza il Gabriel parallelo in Ange Gardien per proteggerli. Tuttavia, Shadybug e Claw Noir continuano a lottare, inseguendo le loro controparti per prendere i loro Miraculous, poiché l'uso dei loro gioielli è proibito dal Supremo. Marinette e Adrien, separatamente, cercano di redimere Claw Noir e Shadybug e grazie al Lucky Charm di quest'ultima si guariscono dalle loro ferite magiche, dato che potevano usare i loro poteri illimitati al prezzo della loro energia vitale. Poi i due cambiano il loro outfit e Shadybug cambia il nome in Ladybug. Intanto Alya kamikotizzata in Ubiquity, ma lei ha percepito che qualcuno sta interferendo con il suo potere, perché Monarch si è dato il potere di viaggiare tra gli universi con il Miraculous del Gallo, spingendo Betterfly a trasformare Ladybug in Ladybiquity per sconfiggerlo in tutti gli universi possibili prendendo il posto delle sue controparti. Gli eroi paralleli infine se ne vanno, lasciando le loro controparti con un nuovo senso di speranza.

### Miraculous World: Londra - Ai confini del tempo
- Titolo originale: Miraculous World: Londres - la Course contre le Temps
- Scritto da:

Thomas Astruc, Sébastian Thibaudeall, Mélanie Duval e Fred Lenoir
- Prodotto da:

Jérémy Zag e Aton Soumache
- Produttori Associativi:

Jacqueline Tordjman e Maurice Marciano
- Produttori di linea:

Sébastian Thibaudeall e Hermaline Vincent Nakache
- Storyboard:

Wilfred Pain, Antoine Poirine, Joanna Celse, Louise Reynaud e Nicolas Reynaud
- Temi musicali:

Jérémy Zag e Noam Kaniel
- Orchestrazione:

Jérémy Zag, Julien Jardon, Vitaly Jardon e Sylvain Goldberg
- Direttore Artistico:

Nathanël Bronn

### Trama
Subito dopo che Gabriel ha espresso il desiderio da Gimmi, Marinette scopre da Tikki e Plagg che Gabriel ha rinunciato la sua vita per far rivivere Nathalie. Bug Noire trasformata in Cosmobugnoire si reca a Londra per trovare Katami e Adrien. Katami, che conosce la sua identità, scopre la verità su Gabriel e Tomoe, Bug Noire racconta una mezza verità ad Adrien e al resto del mondo, dicendo che Gabriel ha sacrificato la sua vita e quella di Monarch per salvare lei e Nathalie. Nel frattempo, Bunnix nota che le sue versioni adulte sono scomparse e che i portali del tempo nella Tana stanno scomparendo, a simboleggiare la fine del tempo e dell'universo a causa di un desiderio espresso sui Miraculous rubati. Salva Marinette dall'attimo prima della fine, che si trasforma in Chronobug usando i Miraculous a cui aveva rinunciato la prima volta che era diventata Ladybug. Scopre che un akumizzato dalle sembianze spettrali chiamato Pilleur Fantome, con i poteri di essere intangibile ha scoperto la sua identità e ha rubato i Miracolous. Dopo aver fallito nel tentativo di fermarlo, Chronobug chiede a Bunnix di tornare ancora più indietro nel tempo e scopre che un cattivo viaggiatore del tempo di nome Timestalker la stava ascoltando mentre parlava con Gabriel durante l'ultimo scontro, incluso un momento in cui lei e Nathalie hanno stretto un patto per mentire al mondo, di cui si pente. Chronobug scopre che Pilleur Fantome e Timestalker siano la stessa persona che ha rubato il Miraculous della Farfalla. Chronobug riesce a mettere alle strette Timestalker e manomette il quaderno che usava per raccogliere prove sull'identità di Ladybug, impedendo la fine dell'universo. Bunnyx e le sue controparti più vecchie dicono a Chronobug che le sue azioni non contano quanto le sue reazioni alle cose, dopodiché Chronobug ripara la linea temporale. Intanto, Cerise indossa il Miraculous della Farfalla e giura vendetta su Ladybug.

### Altro
Due episodi speciali della durata di circa un'ora, intitolati Miraculous World: New York, Eroi Uniti e Miraculous World: Shanghai - La leggenda di Ladydragon, sono stati prodotti da Zagtoon e Method Animation con regia di Thomas Astruc come episodi speciali della serie. I diritti per la prima distribuzione di entrambi sono stati acquisiti da Disney Channel e Disney+ in tutto il mondo fuori da Brasile e Cina nel 2020. Il primo è stato trasmesso in prima visione mondiale negli Stati Uniti su Disney Channel il 25 settembre 2020. In Francia è andato in onda sulla stessa rete il giorno seguente e poi su TF1 il 18 ottobre 2020. Il secondo invece è stato trasmesso per la prima volta in Francia su TF1 il 4 aprile 2021. I due special sono stati lanciati su Disney+ rispettivamente il 18 dicembre 2020 e il 9 luglio 2021. In Italia Eroi Uniti è uscito sulla piattaforma il giorno stesso, mentre La leggenda di Ladydragon è stato pubblicato il 10 settembre 2021.
Disney Channel e Disney+ hanno in seguito acquistato i diritti per un terzo special, a cui si sono aggiunti nel 2024 altri due, uno dei quali in pre-produzione, per un totale di tre nuovi special. Il terzo speciale, dal titolo Miraculous World: Parigi - Le avventure di Shadybug e Claw Noir, è stato trasmesso in Francia privatamente in anteprima mondiale su Le Club CANAL+ il 15 ottobre 2023, poi pubblicamente su Disney Channel il 21 ottobre. L'edizione italiana è stata pubblicata su Disney+ negli Stati Uniti il 29 dicembre 2023, mentre in Italia il 14 febbraio 2024 sempre su Disney +.
Il quarto speciale dalla durata di 50 minuti: Miraculous World: Londra - Ai confini del tempo è stato trasmesso il 5 ottobre 2024 in Francia su Disney Channel.
Nell'ottobre del 2024 Thomas Astruc ha confermato due nuovi episodi speciali dalla durata di 44 minuti ciascuno: Miraculous World: Tokyo - Stellar Force, già in produzione e con aggiunta d'animazione 2D, in uscita a fine 2025 negli Stati Uniti su Disney+ e Disney Channel e Miraculous World: Rio de Janeiro.
Il 7 giugno 2025 viene annunciata lo spin-off di Miraculous intitolata: Miraculous: Stellar Force, uscirà nel 2027, negli Stati Uniti su Disney+ e Disney Channel.

## Film
In un'intervista con Lindalee Rose pubblicata il 25 agosto 2016, il produttore Jeremy Zag ha annunciato la produzione di un film live-action che mostrerà le origini dei poteri dei supereroi, programmato per il 2020. Il 30 ottobre dello stesso anno, allo Stan Lee's Los Angeles ComicCon è stata mostrata una locandina ed è stato annunciato che la pellicola sarebbe stata distribuita nel 2019. Successivamente la sua uscita è stata rimandata al 2020.
Secondo alcune fonti inizialmente il lungometraggio avrebbe dovuto essere diretto da Chris Columbus, regista dei primi due film di Harry Potter, e scritto da Thomas Astruc. Il 20 luglio 2017, Jeremy Zag ha rivelato che il film Miraculous sarà distribuito da Lionsgate. Il 20 luglio 2018, durante il panel Miraculous al Comic-Con 2018 di San Diego, Ezra Weisz ha rivelato che Michael Gracey, il regista di The Greatest Showman, è coinvolto nel film. A settembre 2018 la Skydance Production acquista i diritti cinematografici e televisivi dello show dichiarando l'obiettivo di portare il film in sala a partire dal 2020 in poi.
Durante la Comic Con Experience di San Paolo il 6 dicembre 2018 viene annunciato che il lungometraggio live-action è stato annullato e viene annunciata la produzione di un musical d'animazione previsto per il 2021; il 16 maggio 2019, durante il Festival di Cannes 2019, viene annunciato il titolo: Ladybug & Cat Noir Awakening.
Il 13 settembre 2019 è uscita sul canale di Miraculous una canzone che farà parte della colonna sonora del film dal titolo Ce mur qui nous separé con il videoclip. La canzone è cantata e interpretata da Lou e Lenni-Kim. Il 5 ottobre invece è uscito un breve teaser animato sul profilo Instagram di Jeremy Zag.
Originariamente il film era programmato per la fine del 2021, ma a causa della pandemia di COVID-19 la data di uscita è stata posticipata.
Il 10 settembre 2021 è stato pubblicato un promo del film che ha rivelato che il costo per la produzione ammonta a circa 100 milioni di dollari, oltre a varie scene inedite.
Il 24 maggio 2022, durante il Licensing Expo di Las Vegas, è stato annunciato che il lungometraggio sarebbe uscito a fine 2022 ed è stato mostrato anche il trailer.
Miraculous - Le storie di Ladybug e Chat Noir: Il film è uscito in anteprima mondiale in Francia l'11 giugno 2023 al cinema Grand Rex poi nei normali cinema il 5 luglio 2023, mentre in Italia è uscito il 28 luglio 2023 sulla piattaforma Netflix.
Il 3 luglio 2023, in occasione dell'uscita del film, Jeremy Zag ha rivelato in un'intervista su TikTok che la sceneggiatura per un secondo film è completa e che un terzo film è nella fase di scrittura. A settembre 2024 venne annunciato che il sequel dovrebbe uscire nel 2027, per poi essere rimandato nel 2028.

## Personaggi e doppiatori
- Marinette Dupain-Cheng / Ladybug (stagione 1-in corso), doppiata da Anouck Hautbois in originale e da Letizia Scifoni in italiano.
È una giovane ragazza con i capelli nero corvino tinti di blu notte e gli occhi azzurri. È timida e imbranata. Adora l'arte, cucinare, e la moda e il suo sogno è di diventare una stilista. Grazie a un paio di orecchini a forma di coccinella, si trasforma nella supereroina Ladybug. È innamorata di Adrien, infatti nella fine della quinta stagione si fidanzerà con lui.
- Adrien Agreste / Chat Noir (stagione 1-in corso), doppiato da Benjamin Bollen in originale e da Flavio Aquilone in italiano.
È un giovane ragazzo biondo e con gli occhi verdi, di buon cuore. Fa il modello per il famoso marchio di abbigliamento del padre. Grazie a un anello si trasforma nel supereroe Chat Noir, compagno d'avventure di Ladybug, di cui è innamorato. Alla fine della quinta stagione si fidanzerà con Marinette.
- Tikki (stagione 1-in corso), doppiata da Marie Nonnenmacher in originale e da Joy Saltarelli in italiano.
Kwami di Marinette. Simile a una coccinella, permette a quest'ultima di trasformarsi in Ladybug entrando nei suoi orecchini.
- Plagg (stagione 1-in corso), doppiato da Thierry Kazazian in originale e da Riccardo Scarafoni in italiano.
Kwami di Adrien. Simile a un gatto nero, entrando nell'anello di quest'ultimo ne permette la trasformazione in Chat Noir.
- Gabriel Agreste / Papillon / Falena Oscura / Monarch (stagione 1-5), doppiato da Antoine Tomé in originale e da Stefano Alessandroni in italiano.
Primo antagonista della serie, è il padre di Adrien ed è un famoso stilista internazionale. Grazie ad una spilla, il Miraculous della Farfalla, si trasforma in Papillon (stagioni 1-3), poi Falena Oscura unendo il Miraculous del Pavone (stagione 4) e infine Monarch (stagione 5). È l'acerrimo nemico di Ladybug e Chat Noir. Nel finale della quinta stagione ha sacrificato la sua vita nel desiderio del potere assoluto, riconciliandoci con la sua moglie Émilie, in quanto gli rimaneva poco tempo da vivere.
- Lila Rossi / Cerise Bianca / Iris Verdi / Chrysalis (stagione 1-in corso), doppiata da Clara Soares in originale e Valentina Favazza in italiano. Seconda antagonista della serie, ha diverse identità che rispettivamente la conducono a diverse vite nelle prime cinque stagioni ha seminato discordia nei confronti di Marinette, dimostrando costantemente il suo odio per Ladybug. Talvolta, ha anche collaborato con Gabriel nei suoi piani malvagi, pur senza conoscere la sua identità segreta, sebbene sospettasse qualcosa. Negli episodi finali della quinta stagione, dopo essere stata smascherata dall'intera scuola grazie a Marinette e Sabrina, cambia identità, e nell'episodio finale, mentre Gabriel stava evocando Gimmi, riesce a ottenere il Miraculous della Farfalla per poi trasformarsi in Chrysalis.

## Produzione
Basata su un concetto originale creato dallo scrittore e storyboarder francese Thomas Astruc. Durante un'intervista di Nolife, ha rivelato che l'idea è stata ispirata da un incontro, avvenuto quando stava lavorando come animatore alla serie animata le W.I.T.C.H., con una certa donna che indossava una maglietta con sopra una coccinella e da "decenni di letture di fumetti". Hanno iniziato a condividersi dei disegni, alcuni dei quali erano a tema coccinella. Astruc ha anche affermato in un'intervista che l'acconciatura con i codini tipica di Marinette è stata realizzata sulla base della donna. Nel 2004 e 2005 hanno anche lavorato insieme sulla serie animata Action Man Atom. Astruc ha disegnato per la prima volta Ladybug su dei post-it e ha sottolineato quanto fosse formidabile il personaggio che aveva appena creato. Non aveva ricordi dell'esistenza di supereroi coccinella nei fumetti.
Astruc aveva intenzione di trasformare Ladybug in una serie di fumetti fino a quando non ha incontrato Jeremy Zag, che amava il progetto e voleva produrlo come cartone animato; Zag aveva 25 anni all'epoca e non proveniva dall'industria dei cartoni animati.
Nello sviluppo del partner del suo nuovo supereroe, Astruc creò Chat Noir. Egli ha affermato che la coccinella rappresenta la fortuna; quindi è stato naturale associarla ad un personaggio che rappresentasse la sfortuna. Chat Noir era un omaggio ai personaggi dei fumetti, come Catwoman mentre Ladybug nelle movenze e nel costume ricordava Spider-Man ma con i generi invertiti.
Nel 2010 venne annunciato al MIPCOM di Cannes che Univergroup Pictures e Onyx Films avrebbero diretto il progetto assieme a Method Animation e Zagtoon dandogli una animazione in 3D stereoscopico. Aton Soumache di Onyx and Method ha dichiarato di voler "creare un affascinante personaggio supereroe con un'atmosfera realmente europea con Parigi come sfondo".
Miraculous venne annunciato con il titolo di Miraculous Ladybug (ミラクルス・レディバグ?, Mirakurusu Redībagu) nel luglio del 2012 con coproduttrice la Toei Animation che, dopo aver lanciato un film della serie Pretty Cure ambientato a Parigi, era interessata ad ampliare il suo pubblico internazionale.
Il 6 settembre 2012 venne diffuso un video promozionale in 2D in stile anime con il nome di Ladybug PV. Il protagonista maschile mostrato nel video non era Adrien ma Félix che doveva originariamente avere il ruolo di Chat Noir, ma fu poi abbandonato in favore di Adrien Agreste perché il team creativo riteneva che Félix fosse un cliché di protagonista maschile degli anime e che Adrien avrebbe permesso loro di raccontare storie più interessanti. Nel settembre 2015, Astruc ha considerato nuovamente l'idea di inserire il personaggio di Félix, ma l'ha poi scartata a febbraio 2016, descrivendolo come un personaggio nato "da una pessima idea". Nel 2019, Félix è stato introdotto ufficialmente come cugino di Adrien ed è stato ribattezzato Félix Fathom.

### Sviluppo
I 26 episodi erano previsti in televisione per l'estate del 2013, ma poi vennero spostati, prima a settembre del 2014, infine al secondo trimestre del 2015. Si parlò di aggiungere altri 26 episodi, per un totale di 52, ma ciò non avvenne; invece, si decise di produrre due serie in parallelo: una in 3D per la televisione e una in 2D per il web. Nell'ottobre del 2013, Miraculous venne proiettato al MipJunior di Cannes, attirando molti spettatori e diventando il programma più visto della manifestazione; fu inoltre venduto in 100 Paesi. Nel febbraio del 2014, i diritti vennero acquistati da Corea del Sud, Brasile, Portogallo e Disney Channel, quest'ultimo per la trasmissione sulla pay TV in Europa, Europa orientale e Scandinavia, e gratuitamente nel Regno Unito, in Spagna, Germania, Russia e Turchia. Il totale dei Paesi acquirenti salì a 150.
Il 20 novembre 2015, Jeremy Zag ha annunciato la produzione di una seconda e di una terza stagione. Il 10 settembre 2016 ne è stata completata la sceneggiatura e il trailer è stato pubblicato il 3 ottobre 2017 sul canale YouTube della serie. Il 22 settembre 2017 ha avuto luogo una conferenza stampa in cui sono stati mostrati i primi due episodi della seconda stagione e rivelata la nuova versione della sigla cantata da Lou e Lenni Kim.
Dopo aver confermato la terza stagione di Miraculous, Jeremy Zag confermò anche la quantità degli episodi, cioè 26. Thomas Astruc affermò, secondo il suo parere, che gli episodi di questa stagione fossero autonomi, ma con la trasmissione della stagione si è poi scoperto che non fu così. Inizialmente fu previsto di presentarla per la prima volta nel novembre del 2018. Il 6 maggio 2018, ad una conferenza in Messico, è stato mostrato il poster promozionale per la terza stagione. Nel giugno del 2018 Thomas Astruc annunciò che la trasmissione della terza stagione sarebbe stata posticipata.
Il 22 gennaio 2018, Jeremy Zag ha annunciato la produzione di una quarta e di una quinta stagione. Nel giugno 2018 è stato confermato da Disney EMEA al Festival internazionale del film d'animazione di Annecy che la quarta stagione era in fase di sviluppo. Nel gennaio del 2019, alla stessa fiera, è stato annunciato che quarta e quinta stagione erano in stadio di pre-produzione. Nel 2019 Gloob è diventato un coproduttore della serie per le due stagioni. Il 7 settembre 2019 Jeremy Zag, tramite un post su Instagram, ha confermato che le stagioni erano in fase di produzione, fissando la data per la quarta all'autunno del 2020. Thomas Astruc ha confermato il 13 ottobre 2019 che la sceneggiatura della quarta stagione era completa e il 9 ottobre 2020 che quella della quinta lo era. Il 1º febbraio 2022 il co-regista Wilfried Pain ha annunciato via Twitter che la produzione della quarta stagione era terminata.
Il 18 aprile 2021 Thomas Astruc ha confermato su Twitter l'annuncio di una sesta e una settima stagione. Il 21 giugno 2022 la sesta stagione è entrata in fase di scrittura, con Thomas Astruc nel nuovo ruolo di supervisore artistico. Nel gennaio 2024 è stato annunciato che le due stagioni, da 26 episodi ciascuna e ancora in fase di produzione, sarebbero state distribuite da Disney Channel a partire dall'autunno dello stesso anno. Per le grafiche di sesta e settima stagione i produttori francesi si sono serviti del motore Unreal Engine. Sébastien Thibaudeau ha rivelato il 29 marzo 2024 che la sceneggiatura della sesta stagione era stata completata il giorno prima.
Un'ottava stagione è stata confermata da Jeremy Zag in un'intervista pubblicata il 28 settembre 2023 su License Global.
Nell'ottobre del 2024 la serie è stata ufficialmente rinnovata per una nona e una decima stagione. Gli sviluppatori hanno detto che se la serie continuerà ad avere successo può essere rinnovata fino a 14 stagioni.

## Distribuzione

### Data di uscita
La prima stagione della serie ha debuttato in Corea del Sud il 1º settembre 2015 su EBS1. La seconda stagione ha debuttato l'11 dicembre 2016 con un episodio speciale natalizio, mentre la trasmissione regolare della seconda stagione è proseguita in prima TV mondiale a partire dal 21 ottobre 2017 in Spagna su Disney Channel. La terza stagione ha avuto inizio il 1º dicembre 2018 in Spagna e in Portogallo, sempre su Disney Channel. La quarta stagione ha debuttato il 23 marzo 2021 in Brasile su Gloob. La quinta stagione ha debuttato in Brasile il 13 giugno 2022 sempre su Gloob.
La sesta stagione ha debuttato in Brasile il 24 gennaio 2025 sempre su Gloob.
In Italia la prima stagione è andata in onda in prima visione su Disney Channel dal 22 febbraio al 24 dicembre 2016, mentre la seconda dal 13 novembre 2017 al 22 febbraio 2019. La terza stagione è stata trasmessa su Disney Channel dal 25 marzo 2019 al 20 marzo 2020, mentre i restanti episodi sono stati pubblicati il 25 settembre 2020 su Netflix, in seguito alla chiusura del canale avvenuta il 1º maggio 2020. La quarta stagione è stata pubblicata su Disney+ dal 1º dicembre 2021 all'8 giugno 2022 e la quinta dal 14 dicembre 2022 al 17 gennaio 2024.
La serie è disponibile in più di 120 Paesi. Disney Channel detiene i diritti per la trasmissione pay-per-view in Europa, Europa orientale, Scandinavia e Stati Uniti, mentre quelli per la trasmissione free-to-air in Spagna, Germania, Russia e Turchia. In Brasile viene distribuita da Gloob, in Canada da Télé-Québec e in Australia da ABC. Nel 2021 Disney+ ha acquisito i diritti per la distribuzione delle prime cinque stagioni in tutto il mondo eccetto Brasile, Corea e Cina. Questi sono stati estesi alle due stagioni successive nel 2024.
La serie ha debuttato in Corea del Sud il 1º settembre 2015 sul canale televisivo EBS1. Gli episodi venivano pubblicati mezz'ora dopo anche in streaming su B TV, servizio IPTV di SK Broadband, che ha co-prodotto la serie. Dal 7 dicembre dello stesso anno la serie è trasmessa anche su Disney Channel. In Francia va in onda dal 19 ottobre 2015 su TF1, all'interno del contenitore TFOU. Negli Stati Uniti viene trasmessa dal 6 dicembre 2015, originariamente su Nickelodeon, dal 2017 su KidsClick, mentre l'8 aprile 2019 i diritti televisivi vengono acquisiti da Disney Channel. In Canada viene trasmessa in lingua francese dal 9 gennaio 2016 sull'emittente televisiva Télé-Québec e in inglese dal 1º novembre 2016 su Family Channel. Nel Regno Unito la serie ha debuttato il 30 gennaio 2016 su Disney Channel e nel febbraio 2017 su Pop. In Italia la serie viene trasmessa dal 22 febbraio 2016 su Disney Channel e dal 25 settembre 2020 su Netflix. Dal 18 marzo 2017 la serie va in onda in chiaro anche su Super!, canale del gruppo De Agostini, che ha co-prodotto la serie. In Nuova Zelanda viene trasmessa dal 27 aprile 2016 sulla rete televisiva TV2 di TVNZ. In Giappone la trasmissione televisiva ha avuto inizio il 23 luglio 2018 su Disney Channel, preceduta il 1º luglio dalla pubblicazione in streaming dell'episodio Tempestosa. In Spagna la terza stagione è stata trasmessa in prima visione mondiale dal 1º dicembre 2018 su Disney Channel. In Svezia e Sudafrica il cartone è stato distribuito direttamente su Internet, mentre in Egitto esclusivamente in DVD.

### Edizioni home video
In Francia l'edizione in formato DVD della serie, edita da TF1 Studio, è distribuita da Universal Pictures Video dal 27 settembre 2016 nella linea TFOU Video. Ogni uscita contiene un disco unico.
| nº | Titolo                      | Stagione | Episodi           | Data di pubblicazione | Fonti   |
| -- | --------------------------- | -------- | ----------------- | --------------------- | ------- |
| 1  | Le secret de Marinette      | 1        | 1-4               | 27 settembre 2016     | [ 98 ]  |
| 2  | Le yo-yo de ladybug magique | 1        | 5-8               | 27 settembre 2016     | [ 99 ]  |
| 3  | Chat Noir à la rescousse    | 1        | 9-10, 15-16       | 4 aprile 2017         | [ 100 ] |
| 4  | Le terrible Papillon        | 1        | 11-12, 20, 25     | 4 aprile 2017         | [ 101 ] |
| 5  | Une Ladybug maléfique       | 1        | 13-14, 19, 21, 24 | 5 settembre 2017      | [ 102 ] |
| 6  | Au cœur des origines        | 1        | 17-18, 22-23, 26  | 5 settembre 2017      | [ 103 ] |
| 7  | Le Collectionneur           | 2        | 1-4, 7-8          | 3 luglio 2018         | [ 104 ] |
| 8  | Une nouvelle héroïne        | 2        | 6, 10-13, 16      | 4 settembre 2018      | [ 105 ] |
| 9  | Le jour des héros           | 2        | 21, 23-25         | 3 luglio 2019         | [ 106 ] |
| 10 | L'insaisissable             | 2        | 5, 9, 15, 20      | 3 luglio 2019         | [ 107 ] |
| 11 | Le combat des reines        | 2        | 14, 18-19, 22     | 16 ottobre 2019       | [ 108 ] |
| 12 | Boulangerix                 | 3        | 1-4               | 4 marzo 2020          | [ 110 ] |
| 13 | Silence                     | 3        | 6-7, 10, 17       | 4 marzo 2020          | [ 111 ] |
| 14 | Poupéflekta                 | 3        | 5, 8-9, 11        | 24 giugno 2020        | [ 112 ] |
| 15 | Chasseuse de Kwamis         | 3        | 13-16             | 24 giugno 2020        | [ 113 ] |
| 16 | Chat Blanc                  | 3        | 19-22             | 14 ottobre 2020       | [ 114 ] |
| 17 | La bataille de Miraculous   | 3        | 23-26             | 14 ottobre 2020       | [ 115 ] |
| 18 | Le gang des secrets         | 4        | 1-4               | 25 agosto 2021        | [ 117 ] |
| 19 | Fu Furieux                  | 4        | 6-8, 11           | 25 agosto 2021        | [ 118 ] |
| 20 | Crocoduel                   | 4        | 9-10, 12, 21      | 9 febbraio 2022       | [ 119 ] |
| 21 | Glaciator 2                 | 4        | 13-16             | 9 febbraio 2022       | [ 120 ] |
| 22 | Larme Ultime                | 4        | 17-20             | 6 luglio 2022         | [ 121 ] |
| 23 | Penalteam                   | 4        | 23-26             | 6 luglio 2022         | [ 122 ] |
| 24 | Évolution                   | 5        | 1-4               | 8 febbraio 2023       | [ 123 ] |
| 25 | Illusion                    | 5        | 5-8               | 28 giugno 2023        | [ 124 ] |
| 26 | Transmission                | 5        | 9-12              | 18 ottobre 2023       | [ 125 ] |
| 27 | Intuition                   | 5        | 13-16             | 18 ottobre 2023       | [ 126 ] |

## Altri media

### Musical
Un musical intitolato Miraculous Ladybug! Miraculous Show, sviluppato da un team spagnolo e prodotto da Jeremy Zag, ha debuttato a Madrid. Ha poi girato in Francia, Italia e Germania.

### Webserie

#### Miraculous: Segreti
La webserie è stata pubblicata dal 5 ottobre 2016 su YouTube.

#### Miraculous: Une journée à Paris
È una webserie in 2D pubblicata su YouTube dal 19 gennaio 2017, composta da episodi di circa due minuti. Parla della vita di Marinette con Tikki, i suoi amici, e la sua famiglia.
| nº | Titolo originale | Pubblicazione originale |
| -- | ---------------- | ----------------------- |
| 1  | Le carnet        | 19 gennaio 2017         |
| 2  | Inspiration      | 27 gennaio 2017         |
| 3  | Répétition       | 15 febbraio 2017        |
| 4  | Grosse journée   | 17 marzo 2017           |
| 5  | L'exposé         | 3 aprile 2017           |

#### Miraculous: Chibi
La webserie è stata pubblicata su YouTube e sui canali di Disney Channel a partire dal 31 agosto 2018. È composta da 10 episodi di circa due minuti, con i personaggi disegnati in stile chibi. È stata trasmessa anche su Super! prima di ogni episodio della serie, con il titolo ChibiZag Miraculous.
| nº               | Titolo originale     | Titolo italiano              | Pubblicazione originale |
| Prima stagione   | Prima stagione       | Prima stagione               | Prima stagione          |
| ---------------- | -------------------- | ---------------------------- | ----------------------- |
| 1                | Un diner de haut vol | Cena in terrazzo             | 31 agosto 2018          |
| 2                | Parfum corsé         | Fragranza all'erba gatta     | 31 agosto 2018          |
| 3                | Chat perché          | L'inseguimento               | 31 agosto 2018          |
| 4                | Cher inconnu         | La curiosità uccide il gatto | 31 agosto 2018          |
| 5                | Chat maillerie       | Tenera lotta tra gatti       | 7 settembre 2018        |
| 6                | Fleur fatale         | Fiore fatale                 | 7 settembre 2018        |
| 7                | Ladybouh             | Scarybug!                    | 26 ottobre 2018         |
| Seconda stagione |                      |                              |                         |
| 1                | Panic at the park    | Panico al parco              | 18 novembre 2023        |
| 2                | The cake race        | La corsa della torta         | 18 novembre 2023        |
| 3                | Good sports          | Buono sport                  | 17 luglio 2024          |

### Corti educativi
Il 18 maggio 2020 sul canale francese TF1 è andata in onda una clip di 2 minuti prodotta in collaborazione con UNICEF France, in cui Ladybug e Chat Noir spiegano come evitare la diffusione del COVID-19. La clip, intitolata Les gestes barrière, è stata pubblicata lo stesso giorno sul canale YouTube francese della serie e il 3 giugno 2020 su quello italiano, intitolata Gesti barriera.
Il 20 settembre 2023 l'organizzazione non-profit Breteau Foundation ha pubblicato sul proprio sito un insieme di risorse educative contro l'inquinamento da plastica chiamato Plastic Changemakers Education Pack, sviluppato in collaborazione con la Zag e Mediawan Kids & Family. Il pacchetto, prodotto per la stessa iniziativa dell'episodio "Azione", è presentato dai personaggi della serie e contiene cinque corti che fungono da video di apertura e chiusura per le lezioni. Questi sono stati caricati anche su YouTube dai canali ufficiali della serie in varie lingue, tra cui l'italiano.
| nº | Titolo originale                     | Titolo italiano                       | Pubblicazione su YouTube |
| -- | ------------------------------------ | ------------------------------------- | ------------------------ |
| 1  | Youth empowerment and leadership     | Il potere e il leadership dei giovani | 18 settembre 2023        |
| 2  | Reduce, reuse, recycle               | Ridurre, riutilizzare, riciclare      | 22 settembre 2023        |
| 3  | Plastic: the story so far            | La storia della plastica              | 24 settembre 2023        |
| 4  | Become an advocate to reduce plastic | I difensori della riduzione plastica  | 26 settembre 2023        |
| 5  | Innovation & creativity              | Innovazione e creatività              | 28 settembre 2023        |

### Videogiochi
Sono stati creati vari giochi per smartphone a tema Miraculous, ma più noto è il videogioco tratto dal cartone animato principale, ovvero Miraculous: Rise of the Sphinx. Prima è stato pubblicato su Steam, per poi diventare disponibile su PC, Xbox e Nintendo Switch.

### Manga
Un adattamento manga della serie, illustrato da Riku Tsuchida con la collaborazione di Koma Warita per la composizione, è stato annunciato il 10 ottobre 2020 in occasione del Miraculous Day. In Giappone è pubblicato sulla rivista Monthly Shōnen Sirius di Kōdansha dal 26 gennaio 2021 e in formato tankōbon nella linea Sirius KC dal 9 giugno 2021. In Italia è pubblicato da Panini Comics sotto l'etichetta Planet Manga dal 20 luglio 2023.
| Nº | Data di prima pubblicazione | Data di prima pubblicazione | Data di prima pubblicazione | Data di prima pubblicazione                                                |
| Nº | Giapponese                  | Giapponese                  | Italiano                    | Italiano                                                                   |
| -- | --------------------------- | --------------------------- | --------------------------- | -------------------------------------------------------------------------- |
| 1  | 9 giugno 2021               | ISBN 978-4-06-523642-0      | 20 luglio 2023              | ISBN 978-88-287-5126-7 (ed. regolare) ISBN 978-88-287-5483-1 (ed. variant) |
| 2  | 7 gennaio 2022              | ISBN 978-4-06-526562-8      | 31 agosto 2023              | ISBN 978-88-287-5482-4                                                     |
| 3  | 8 giugno 2023               | ISBN 978-4-06-531670-2      | 23 novembre 2023            | ISBN 978-88-287-7058-9                                                     |

## Sigla
Nella Corea del Sud, la sigla è cantata dal gruppo k-pop, Fiestar. La sigla francese della prima stagione è intitolata Une Ladybug ed è stata eseguita da Marily e Noam; dalla seconda stagione è Miraculous, un rifacimento eseguito da Lenni-Kim e Lou. La sigla inglese è eseguita da Britney Belt, Cash Callaway e Wendy Child nella versione estesa. La sigla italiana, Miraculous Ladybug, è cantata da Ilaria De Rosa nella versione utilizzata da Disney Channel, Disney+ e Netflix, mentre su Super! è un duetto tra Briga e Gaia in versione estesa. Dalla quarta stagione la sigla cambia ed è cantata da Marily in francese e da Cristina Vee in inglese, con la collaborazione in entrambe le versioni di Lou e Lenni-Kim, mentre la versione italiana è cantata da Ilaria De Rosa, ma con introduzione parlata di Letizia Scifoni. La sigla presenta marcate somiglianze con il brano Laura non c'è del cantautore Nek.